# Покровський район (Західносибірський край)
Покро́вський район (рос. Покровский район) — колишня адміністративна одиниця третього порядку у складі Західносибірського краю РРФСР, яка існувала у період 1924-1935 років.

## Історія

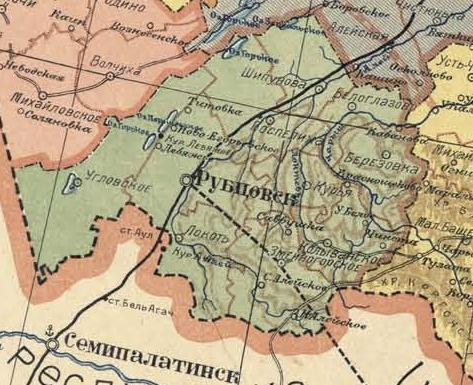
На карті Рубцовського округу (1929)

Покровський район був утворений 1924 року на території колишньої Покровської волості Зміїногорського повіту Алтайської губернії. 25 травня 1925 року район увійшов до складу Сибірського краю, 9 грудня 1925 року район — до складу Рубцовського округу того ж Сибірського краю. З 30 липня 1930 року район перейшов до складу Західносибірського краю.
1933 року до складу району увійшла частина території ліквідованого Кур'їнського району, а саме 14 сільрад: Акимовська, Батунська, Івановська, Кур'їнська, Краснознаменська, Краснощоковська, Кузнецовська, Михайловська, Ново-Фірсовська, Трусовська, Руч'ївська, Суєтська, Усть-Біловська, Усть-Таловська.
18 січня 1935 року район був ліквідований, на його території утворено Кур'їнський район з центром у селі Кур'я та Краснощоковський район з центром у селі Краснощоково.

## Населення
Населення району складало 54883 особи (1931).

## Адміністративний поділ
Станом на 1931 рік до складу району входили 27 сільрад. 1933 року до району було включено 14 сільрад ліквідованого Кур'їнського району.